# Rovolon
Rovolon település Olaszországban, Veneto régióban, Padova megyében. Lakosainak száma 4913 fő (2023. január 1.). Rovolon Barbarano Mossano, Cervarese Santa Croce, Nanto, Teolo, Montegaldella, Albettone és Vo’ községekkel határos.

## Népesség
A település lakossága az elmúlt években az alábbi módon változott:
| Lakosok száma | 4978 | 4950 | 4913 |
|               | 2017 | 2018 | 2023 |